# 医林撮要
《医林撮要》是朝鲜宣祖时期出版的一部医学名著，由朝鲜内医郑正先撰、朝鲜明宗太医杨礼寿校正:21。《医林撮要》13卷本， 1-6卷为内科，7-8卷为五官疾病及血证、黄疸等，9-10卷为外科病，11-13为妇科儿科诸病和杂方。全书分128门，每门先列理论，后收集大量处方，是部临床实用性很强的综合性医书:22。
该书大量引用了中国医学典籍，包括阐述医学理论的《素问》，和《千金方》、《圣恵方》、《古今医鉴》、《万病回春》等历代本草、方书，此外还引用了《乡药集成方》、《简易避瘟法》、《医方类聚》、《郑北窗方》、《本朝经验方》、《本国退思翁所制方》等多种朝鲜本国医书:22。《医林撮要》中收录有涉及明代中朝医学交流的史料，如“中朝质问方”、“中朝传习方”等方剂:21。